# Biblioteca Digitale Svizzera
La Biblioteca Digitale Svizzera (e-lib.ch) è stato il progetto svizzero di un portale scientifico nazionale, per la ricerca di informazioni e la fornitura di contenuti digitali. Il servizio è ospitato presso la Biblioteca dell'Istituto federale svizzero di tecnologia a Zurigo e supervisionato dalla Conferenza delle Biblioteche Universitarie Svizzere (CBU).
e-lib.ch è composta da venti biblioteche digitali.

## Storia
La Biblioteca Elettronica Svizzera nacque per iniziativa di un patto fra le biblioteche universitarie e gli istituti di tecnologia del Settore dei PF. Il consorzio fu denominato e-lib.ch e nel 2008 ricevette un primo budget quadriennale da parte del Consiglio Federale. A partire dal giugno 2010, il catalogo di e-rara.ch è censito nel progetto gallica.bnf.fr.
Il funzionamento sarebbe stato delegato ai Cantoni con la supervisione della Conferenza universitaria svizzera (CUS), del Consiglio delle scuole politecniche federali (CEPF) e dell'Ufficio federale della formazione professionale e della tecnologia (OFFT).
A fronte di un budget federale previsto per il 2013 era pari a 35 milioni di franchis, il progetto fu interrotto nel gennaio del 2015, mentre i suoi vari servizi venivano chiusi o trasferiti ad altri siti.

## Obbiettivi
Il progetto doveva fornire un'interfaccia per l'accesso centralizzato alle raccolte delle biblioteche universitarie svizzere nel perseguimento del duplice obiettivo di:
- integrare le risorse digitali già disponibili nei cantoni come infoclio.ch o RERO - Rete di biblioteche nella Svizzera occidentale;
- rendere disponibili nuove fonti di informazioni che non erano ancora state digitalizzate.

La e-lib.ch - Biblioteca digitale svizzera coordinava i seguenti progetti:
1. e-codices: digitalizzazione di circa 9000 manoscritti medievali svizzeri;
2. e-rara.ch: scansione dell'intero archivio delle stampe del xvi secolo presenti nel territorio elvetico (di cui 5.300 erano disponibili on-line al dicembre 2012). Il progetto prevedeva la digitalizzazione delle stampe datate al xix secolo, a partire dal 2013. Il portale e-Lib[8][9] fornisce l'accesso accesso (esterno a Internet) alle versioni digitali di preziosi libri conservati nelle biblioteche universitarie di Basilea, Berna, Ginevra e Zurigo[10];
3. infoclio.ch: un portale digitale per le scienze storiche della Svizzera e della storia svizzera, creato in collaborazione con la Società Svizzera di Storia (SSH)[11] e l'Accademia Svizzera delle Scienze Umane e Sociali (ASSH).[12]
4. kartenportal.ch: fornisce l'accesso alle mappe e carte geografiche disponibili nelle varie biblioteche.[13][14].

Ad essi si aggiunge il progetto E-Periodica che presenta i periodici pubblicati in Svizzera o in qualsiasi modo pertinenti alla Svizzera, consultabili in modlaità Open Access integrale.

## Direttivo
Il direttivo della Biblioteca Digitale Svizzera era composto dal direttore della Biblioteca nazionale (in qualità di presidente) nonché da membri della Conferenza dei rettori delle università svizzere (CRUS), della Conferenza universitaria svizzera, della Conferenza delle biblioteche universitarie svizzere, dell'Ufficio federale della formazione professionale e della tecnologia e del Consiglio delle scuole politecniche federali.